# Faenza
Faenza (en emilià-romanyol Fënza) és una ciutat de la regió d'Emília-Romanya a Itàlia, a la província de Ravenna, en una plana prop de l'aiguabarreig dels rius Lamone i Marzeno. Té uns 55.000 habitants. És de planta rectangular i dividida en quatre barris. Les muralles són del 1456.
Els seus monuments més destacat són el Palazzo Comunale (ajuntament, del segle xiii però reconstruït) la catedral (projecte de Giuliano de Maiano, començada el 1474) amb la façana inacabada, i el famós Museu de la ceràmica.
La indústria de la ceràmica, molt lligada a la ciutat, va tenir el seu millor moment el segle xv i la paraula favèntia va quedar associada a ella com a sinònim de ceràmica. La ceràmica rep el nom de faiança.

## Història
Favèntia (llatí Faventia) fou una ciutat de la Gàl·lia Cispadana a la via Emília a uns 15 km de Forum Cornelii (Imola) i de Forum Livii (Forli)
Fou una ciutat de províncies fundada probablement pels romans vers el 180 aC, de la qual rarament apareixen notícies. El 82 aC hi foren derrotats Carbó i Norbà, partidaris de Gai Mari, per Quint Cecili Metel Pius, general de Sul·la. Tenia rang municipal i va continuar existint durant tot l'Imperi; el cultiu principal era la vinya i era el districte que més vi produïa d'Itàlia. Plini el Vell l'esmenta per les seves manufactures de lli excel·lent i Sili Itàlic esmenta que tenia molts pins.
Al final del segle V va passar als ostrogots als que fou arrabassada pels romans d'Orient que la van incloure en el Ducat de la Pentàpolis, però no van tardar a perdre la regió davant els llombards. El 756 els llombards foren derrotats pel franc Pipí que els va obligar a cedir el territori al Papa. Des de llavors fou administrada pels bisbes de la ciutat, però al segle xi es va afermar el poder del comú com en altres ciutats italianes, i el comú va assolir el poder polític al segle xii, elegint per primer cop cònsols el 1141 i podestà el 1155. La ciutat fou gibel·lina fins al 1178 en què va canviar de política i es va adherir a la Lliga llombarda, i les divisions entre els dos partits (segle xiii en què fou gibel·lina del 1250 al 1279 del 1279 al 1280 i el 1282, o bé va estar sota ocupació imperial del 1241 al 1248) van afavorir la presa del poder per Maghinardo Pafano el 1286, que va ocupar els càrrecs de podestà i capità del poble i directament o indirecta va controlar la ciutat i la regió per uns quants anys. El 1291 van tornar al poder els gibel·lins i el 1302 la ciutat va reconèixer la sobirania del Papa.
El sistema de govern amb un poder sobirà allunyat va donar pas al començament del segle xiv a la senyoria dels caps guelfs (vers 1313/1319), dirigits per la família dels Manfredi durant quasi dos-cents anys, plens d'intrigues, complots i guerres, però en el que els Manfredi foren uns mecenes de les arts que van afavorir el desenvolupament artístic de la ciutat. Del 1328 al 1339 el Papa va tornar a dominar la ciutat però els Manfredi van assumir el poder el 1339 i fins al 1356 en què tornà al Papa gràcies primer al cardenal Albornoz i després a la companyia de mercenaris britànics de Giovanni Acuto (John Hawkwood) que el 1376 va rebre la senyoria però no la va poder mantenir enfront de Nicolau II d'Este que va ocupar la ciutat el 1377, però la va recuperar Astorre Manfredi, que van veure la ciutat assetjada en 1400 per Alberico da Barbiano i Pino II Ordelaffi. Astorre Manfredi va governar la ciutat fins al 1404 quant el cardenal Baldassarre Cossa, legat papal de Bolonya, la va comprar per 25.000 florins., però aquest la va retornar a Joangaleàs I Manfredi el 1410. En aquests anys es va construir el Palazzo del Popolo, es va iniciar la construcció de la Rocca (1371) i del Duomo (1474) i es va refer la muralla. El 1424 fou ocupada per Felip Maria Visconti de Milà que la va renunciar el 1426 i van tornar els Manfredi. A la mort de Galeot Manfredi, assassinat per gelosia per la seva muller Francesca Bentivoglio, i del seu fill Astorgi III Manfredi a Roma (on era presoner del Papa) la ciutat fou ocupada per Cèsar Borja el 1501.
Caigut el duc la ciutat va estar subjecte per sis anys a Venècia per tornar aviat a l'Església, que la va conservar fins al final del segle xviii. Ocupada pels francesos el juny de 1796 i el febrer del 1797, va passar a la república Cisalpina de la que fou capital, quedant després integrada en el Regne napoleònic d'Itàlia, per tornar als estats Pontificis el 1815 conforme a les decisions del Congrés de Viena. El 1859 fou ocupada pels sards i passà a formar part del Regne d'Itàlia el 1860.
El 1908 va celebrar la Esposizione Torricelliana, que fou visitada per milers de persones inclòs el rei, en la que se celebrava el tercer centenari del naixement d'Evangelista Torricelli, inventor del baròmetre, i que va reunir a la sala del convent de San Maglorio els productes ceràmics dels que la ciutat era capdavantera, i d'altres llocs d'Europa, així com antics exemplars procedents de col·leccions privades. Aquesta exposició fou el punt de partida del Museu de la ceràmica avui famós en tot el món. Des del 1963 es fa un concurs de ceràmica internacional cada dos anys.
Va patir seriosos bombardejos aliats el 1944.

## Personatges il·lustres
- Giuseppe Zaccaria.
- Giuseppe Gallignani compositor, organista i director d'orquestra
- Antonio Cicognani compositor.
- Evangelista Torricelli (1608-1647) físic i matemàtic, inventor del baròmetre.
- Andrea Mattioli (1617-1679) prevere i compositor musical.
- Achille Errani (1823-1897), cantant d'òpera (tenor) i professor de cant.
- Francesco Roncaglia (1750-1812), soprano castrat.